# Basílica de Santa Clara (Asís)
La Basílica de Santa Clara (en italiano: Basílica di Santa Chiara) es una iglesia en Asís, en Italia central. Está dedicada y contiene los restos de Santa Clara de Asís, una seguidora de San Francisco de Asís y fundadora de la Orden de las Hermanas Pobres, conocidos hoy como la Orden de Santa Clara.

## Construcción
La construcción de la iglesia empezó bajo la dirección de Filippo Campello, uno de los arquitectos más importantes de su tiempo. El 3 de octubre de 1260, los restos de Santa Clara fueron transferidos desde la capilla de San Giorgio a la Basílica de Santa Clara donde fueron enterrados en la tierra, bajo el altar de la iglesia nueva.

## Descubrimiento de restos

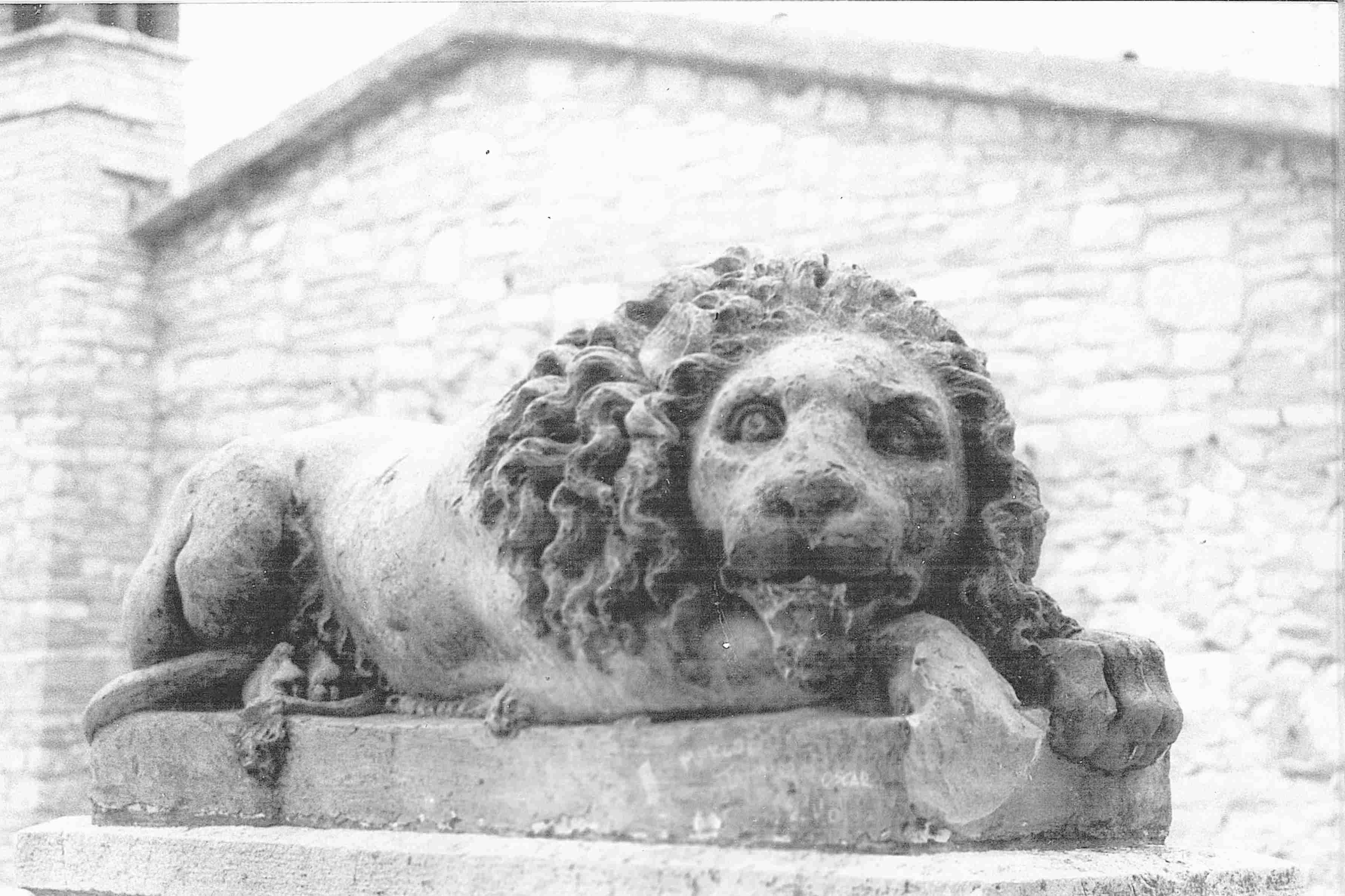
Estatua de un León fuera de la Basílica en la plaza.

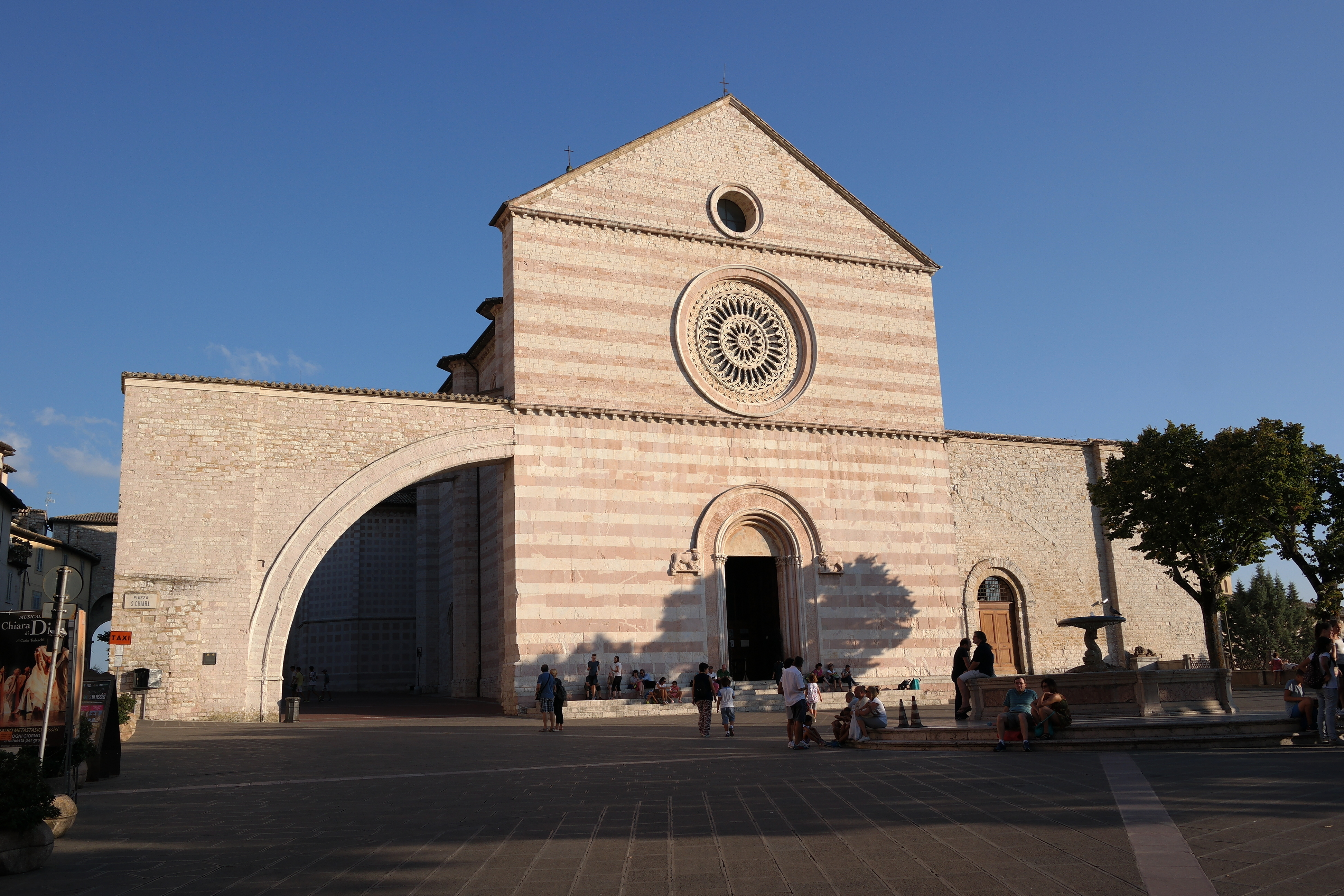
Basílica de Santa Clara

Habiendo permanecido, al igual que el cuerpo de san Francisco, escondido durante seis siglos, la tumba de Clara fue encontrada en el año 1850 después de una prolongada búsqueda. El 23 de septiembre de ese año, el ataúd fue desenterrado y abierto. La carne y la ropa de la santa había sido reducidos a polvo, pero el esqueleto estaba perfectamente conservado. Finalmente, el 29 de septiembre de 1872, los huesos de la santa fueron transferidos, con mucha pompa, por el  Arzobispo Pecci (el luego papa León XIII) a una Capilla en la cripta de la Basílica, que había sido levantada especialmente para recibirlos. Es aquí donde ahora pueden ser vistos. La fiesta de Santa Clara es celebrada por la Iglesia el 11 de agosto. La fiesta de su primera traslación se celebra el 3 de octubre, y la fecha del hallazgo de su cuerpo el 23 de septiembre.
Santa Inés de Asís está también enterrada aquí.